# 祁敏
祁敏（1469年—？），字惟學，廣東廣州府東莞縣人，軍籍，明朝政治人物。

## 生平
廣東鄉試第三十六名舉人。弘治十五年（1502年）中式壬戌科會試第二百九十二名，二甲第九十名進士。官至户部郎中。

## 家族
曾祖祁振宗；祖父祁秉剛，贈員外郎；父祁順，左布政使。嫡母鍾氏（贈宜人）；繼母廖氏；生母梁氏。慈侍下。弟斆、孜、政、敕、敦。